# Saxomat

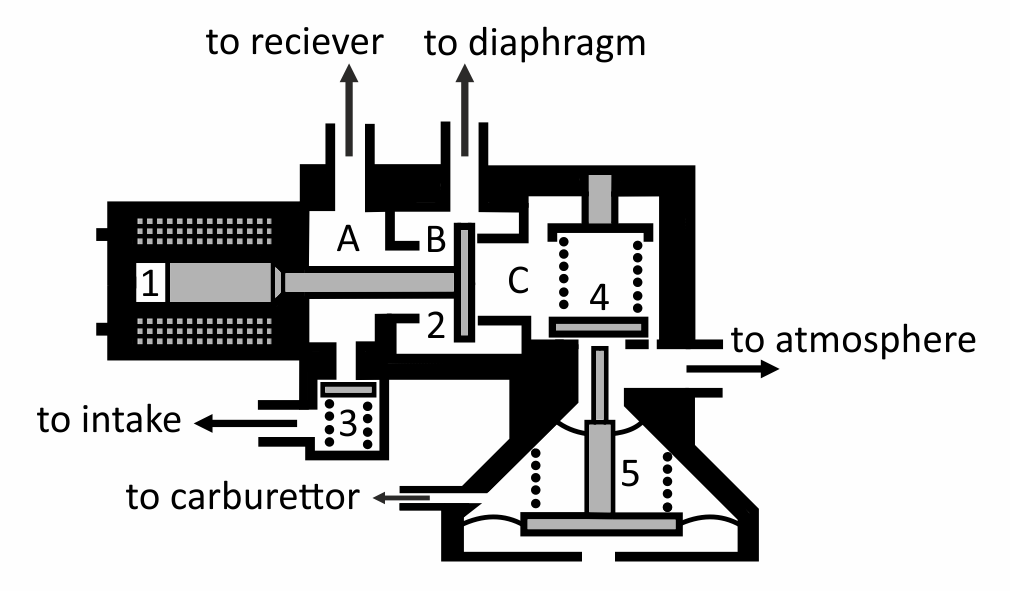
Darstellung des Saxomat-Steuerkastens (pneumatische Ventilsteuerung):
1 – Elektromagnet;
2 – Elektromagnetisch betätigtes Ventil;
3 – Rückschlagventil;
4 – Druckminderer;
5 – Druckregelventil (Unterdruck);
A – Unterdruckkammer;
B – Überströmbereich;
C – Umgebungsdruck.
Das Ventil ist aktiviert, die Kupplung geöffnet

Unter der Bezeichnung Saxomat, abgeleitet aus dem Herstellernamen Fichtel & Sachs, wurde ab 1956 (zunächst für DKW) bis Ende der 1960er Jahre eine elektro-pneumatische Betätigung der Kupplung angeboten, die zum Beispiel in Fahrzeugen der Hersteller Borgward, DKW, Fiat, Lancia, Opel, Saab oder VW erhältlich war.
Der Saxomat war ab 1959 im Opel Rekord P1 als „Olymat“ (im Unterschied zum herkömmlichen Saxomat mit Doppelkupplung) erhältlich. Bereits ab August 1957 bot Daimler-Benz den Hydrak an, der in der Mercedes 219 Limousine gegen 450 DM Aufpreis erhältlich war und im Gegensatz zum Saxomat eine hydraulische Anfahrkupplung hatte. Ein ähnliches System verwendete NSU im Ro 80. In Ostdeutschland wurde ab 1965 der Trabant teilweise mit Hycomat produziert.
Der Saxomat konnte sich nicht richtig auf dem Markt durchsetzen. Dies wird auf die Unzuverlässigkeit des Systems und die schwierige Einstellbarkeit zurückgeführt, die auch dazu führte, dass viele Fahrzeuge auf ein normales Schaltgetriebe zurückgerüstet wurden. Des Öfteren wurden Anfahrkomfort und unpräzises Rangieren bemängelt. Auch erwies sich diese Technik mitunter als anfällig.

## Technik
Der Saxomat war eine Weiterentwicklung der F&S-Rollen-Fliehkraftkupplung und sollte eine kostengünstige Alternative zum Automatikgetriebe sein. Preislich lag der Saxomat zwischen einem normalen Schalt- und dem Automatikgetriebe.
Im Wesentlichen arbeitet der Saxomat mit zwei hintereinander geschalteten Kupplungen und einem Freilauf:
- Die Rollenfliehkraftkupplung wird in Abhängigkeit von der Motordrehzahl geschlossen. Oberhalb der Leerlaufdrehzahl (950..1000/min) schließt diese Kupplung, so dass bei etwa 1500/min das volle Drehmoment übertragen werden kann.
- Die Fliehkraftkupplung wirkt jedoch nur im Zugbetrieb (wenn Motormoment auf die Antriebsachse geleitet werden soll), parallel zu ihr ist ein Freilauf geschaltet, der sie im Schiebebetrieb überbrückt.
- Wird Gas weggenommen, bremst der Motor bis zur Leerlaufdrehzahl mit, da im Schubbetrieb das Schleppmoment der Antriebsachse über den in Sperrrichtung betriebenen Freilauf mit dem Getriebe verbunden bleibt, obwohl die Fliehkraftkupplung gelöst hat.
- Weil die Fliehkraftkupplung durch den Freilauf überbrückt wird, kann das Fahrzeug sowohl bergauf mit eingelegtem Rückwärtsgang wie auch bergab mit eingelegtem Vorwärtsgang abgestellt werden. Anschleppen ist ebenfalls möglich.

Prinzipiell kann man mit der Anfahrkupplung in jedem Gang anfahren, jedoch steigt in höheren Gängen die Zeit, bis die Drehzahl von 1500/min. erreicht wurde und der Kupplungsverschleiß steigt.
Unabhängig davon lässt sich der Kraftfluss mit einer zweiten Kupplung trennen, damit auch bei höheren Drehzahlen ein Gangwechsel möglich ist:
- Wird der mit einem Schalter versehene Wählhebel berührt, so öffnet diese zweite Kupplung mit Hilfe einer Unterdruckdose. Die Unterdruckdose ist über ein Magnetventil mit dem Saugrohr des Motors verbunden.
- Wird der Wählhebel losgelassen, schaltet das Magnetventil ab, Luft kann langsam in die Dose zurückströmen und die Kupplung schließt wieder.
- Über die Drosselung der zurückströmenden Luft wird der Kupplungsvorgang entsprechend weich gesteuert. Die Verzögerung ist variabel und hängt davon ab, ob und wie viel Gas der Fahrer gibt.
- Je mehr der Fahrer Gas gibt, umso schneller schließt die Kupplung. Dadurch soll ein Hochdrehen des Motors ohne Last verhindert werden.

Der Freilauf hat auf die zweite Kupplung keinen Einfluss, so dass diese Kupplung stets den Kraftfluss trennen kann.